# Bougarabou

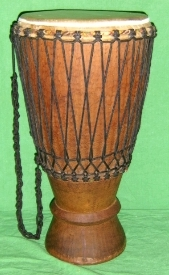
Bougarabou

El bougarabou o boucarabou es un membranófono del oeste de África. Este tambor posee un solo parche de piel, y su forma es de copa elongada o cónica. Usualmente es colocado en un atril individual, y comúnmente se tocan juegos de 3 o 4 tambores. Es original del pueblo Jola del sur de Senegal, Casamance y Gambia.